# Sigmatostalix oxyceras
Sigmatostalix oxyceras là một loài thực vật có hoa trong họ Lan. Loài này được Königer & J.G.Weinm.bis miêu tả khoa học đầu tiên năm 1996.